# Gergithus signatifrons
Gergithus signatifrons är en insektsart som beskrevs av Melichar 1906. Gergithus signatifrons ingår i släktet Gergithus och familjen sköldstritar. Inga underarter finns listade i Catalogue of Life.